# Yarelis Barrios
Yarelis Barrios (ur. 12 lipca 1983 w Pinar del Río) – kubańska dyskobolka, brązowa medalistka igrzysk olimpijskich.
Międzynarodową karierę rozpoczęła dopiero w 2005 roku, kiedy to wygrała mistrzostwa Ameryki Środkowej i Karaibów. Rok później zdobyła srebrny medal igrzysk Ameryki Środkowej i Karaibów. Pierwsze znaczące sukcesy ponad regionalne odniosła w 2007, kiedy to zwyciężyła w igrzyskach panamerykańskich oraz uniwersjadzie i została w Osace wicemistrzynią świata. W 2008 została wicemistrzynią strefy Ameryki Środkowej oraz Karaibów. Latem 2009 zdobyła trzeci w karierze złoty medal mistrzostw Ameryki Środkowej i Karaibów oraz obroniła w Berlinie wicemistrzostwo świata. Srebrna medalistka mistrzostw ibero-amerykańskich oraz trzecia zawodniczka pucharu interkontynentalnego z 2010 roku. W tym samym sezonie została zwyciężczynią łącznej punktacji Diamentowej Ligi 2010 w rzucie dyskiem. Podczas mistrzostw świata w 2011 roku zdobyła brązowy medal. Odniosła zwycięstwo w punktacji Diamentowej Ligi 2011. Na koniec roku 2011 drugi raz w karierze zdobyła złoto igrzysk panamerykańskich. W 2012, wskutek dyskwalifikacji srebrnej medalistki Darji Piszczalnikowej, zdobyła brąz igrzysk olimpijskich w Londynie. W 2013 sięgnęła po brązowy medal mistrzostw świata w Moskwie.
W 2016 roku odebrano jej srebrny medal wywalczony na Igrzyskach w Pekinie, gdyż wykryto u zawodniczki niedozwolony środek.
Wielokrotna medalistka mistrzostw Kuby i kubańskich igrzysk narodowych.
Rekord życiowy: 68,03 (22 marca 2012, Hawana).

## Osiągnięcia
| Rok  | Impreza                                  | Miejsce             | Pozycja    | Wynik |
| ---- | ---------------------------------------- | ------------------- | ---------- | ----- |
| 2005 | Mistrzostwa Ameryki Środkowej i Karaibów | Nassau              | 1. miejsce | 56,59 |
| 2006 | Igrzyska Ameryki Środkowej i Karaibów    | Cartagena de Indias | 2. miejsce | 58,22 |
| 2007 | Igrzyska panamerykańskie                 | Rio de Janeiro      | 1. miejsce | 61,72 |
| 2007 | Uniwersjada                              | Bangkok             | 1. miejsce | 61,36 |
| 2007 | Mistrzostwa świata                       | Osaka               | 2. miejsce | 63,90 |
| 2008 | Mistrzostwa Ameryki Środkowej i Karaibów | Cali                | 1. miejsce | 62,87 |
| 2008 | Igrzyska olimpijskie                     | Pekin               | DSQ        | 63,64 |
| 2008 | Światowy finał lekkoatletyczny IAAF      | Stuttgart           | 1. miejsce | 64,88 |
| 2009 | Mistrzostwa Ameryki Środkowej i Karaibów | Hawana              | 1. miejsce | 62,10 |
| 2009 | Mistrzostwa świata                       | Berlin              | 2. miejsce | 62,10 |
| 2009 | Światowy finał lekkoatletyczny IAAF      | Saloniki            | 1. miejsce | 65,86 |
| 2010 | Mistrzostwa ibero-amerykańskie           | San Fernando        | 2. miejsce | 59,96 |
| 2010 | Puchar interkontynentalny IAAF           | Split               | 3. miejsce | 62,58 |
| 2011 | Mistrzostwa świata                       | Daegu               | 3. miejsce | 65,73 |
| 2011 | Igrzyska panamerykańskie                 | Guadalajara         | 1. miejsce | 66,40 |
| 2012 | Igrzyska olimpijskie                     | Londyn              | 3. miejsce | 66,38 |
| 2013 | Mistrzostwa świata                       | Moskwa              | 3. miejsce | 64,96 |